# Джозеф Варґас
Джозеф Варґас (англ. Joseph Vargas, 4 жовтня 1955) — американський ватерполіст.
Срібний призер Олімпійських Ігор 1984 року.